# Charles L. Bennett

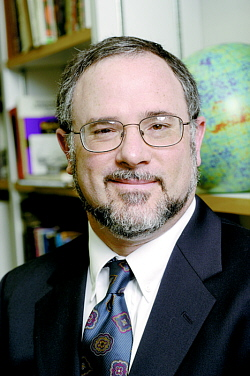
Charles L. Bennett

Charles Leonard Bennett (* 16. November 1956 in New Brunswick, New Jersey) ist ein US-amerikanischer Astrophysiker und Professor für Physik und Astrophysik an der Johns Hopkins University.
Er ist der Leiter der Forschungsgruppe des Projekts Wilkinson Microwave Anisotropy Probe (WMAP) der NASA. Vor 2005 war Bennett Senior Scientist for Experimental Cosmology, Goddard Senior Fellow und Infrared Astrophysics Branch Head am Goddard Space Flight Center. Bennett war von Sommer 1976 bis 1978 am Carnegie Institution of Washington am Department of Terrestrial Magnetism.

## Ausbildung
1978 erhielt Bennett den B.S. in Physik und Astronomie mit cum laude und hohen Auszeichnungen in Astronomie der University of Maryland, College Park. 1984 erhielt er vom Massachusetts Institute of Technology den Ph.D. in Physik.

## Auszeichnungen
- 1992 NASA Exceptional Scientific Achievement Medal (für COBE)
- 2001 Popular Science “Best of What’s New” Award in Aviation and Space for WMAP
- 2003 NASA Outstanding Leadership Award (für WMAP)
- 2003 John C. Lindsay Memorial Award for Space Science
- 2004 NASA Exceptional Scientific Achievement Award (für WMAP)
- 2005 Henry-Draper-Medaille der National Academy of Sciences
- 2005 Rotary National Award for Space Achievement (Mid-Career Stellar Award)
- 2006 Gruber-Preis für Kosmologie (ausgezeichnet wurden John Cromwell Mather und das COBE-Team für „ground-breaking studies confirming that our universe was born in a hot Big Bang.“)[1]
- 2006 Harvey-Preis
- 2009 Comstock-Preis für Physik
- 2010 Shaw Prize
- 2012 Gruber-Preis für Kosmologie
- 2013 Karl G. Jansky Lecture
- 2017 Isaac-Newton-Medaille
- 2022 Rumford-Preis

## Mitgliedschaften
- National Academy of Sciences
- American Academy of Arts and Sciences
- American Association for the Advancement of Science
- American Astronomical Society
- American Institute of Physics
- American Physical Society
- Internationale Astronomische Union